# 看門狗新聞學
看門狗新聞學（watchdog journalism）也稱為監督新聞學，是指傳播媒體告知大眾有關社會以及政府組織的進展，特別是在社會大眾中有關注特定議題，希望得到回應的情形。看門狗新聞學可能包括：
- 有關政府公職人員以及企業負責人發言的事實查核。
- 針對公眾人物的專訪，詢問大眾關注的議題。
- 獨家報導（英语：Beat reporting），在一些大多數人無法參與的會議中蒐集資訊，再觀察社會大眾的反應。
- 调查报导，針對單一事件，用較長時間蒐集整理資訊所得的報導。

看門狗新聞學的概念類似護衛犬，護衛犬在陌生人接近時會吠叫提醒主人注意，看門狗新聞學則是在發現一些問題時提醒社會大眾注意。常見的主題像是政府的決策流程、企業醜聞、不法或不道德的活動、消费者保护議題，以及環境惡化議題，
看門狗新聞學的報導可以出現在許多不同的新聞媒體，例如電台廣播、电视、互联网及大眾媒體（這稱為是「報紙的獨特優勢」） ，也可以出現在一些新媒體上，例如網誌及民間記者。這類型的記者也稱為是watchmen、社会管控中介（agents of social control）或道德守護者
（moral guardians）。

## 腳註
1. ↑  Ward 2005
2. ↑  Hanitzsch 2007, p.373
3. ↑  Berger 2000, 84

## 外部連結
- Nieman Watchdog: Questions the Press Should Ask （页面存档备份，存于） – Official site (Nieman Foundation for Journalism at 哈佛大学).
- News Media Watchdog